# Silvopastorizia

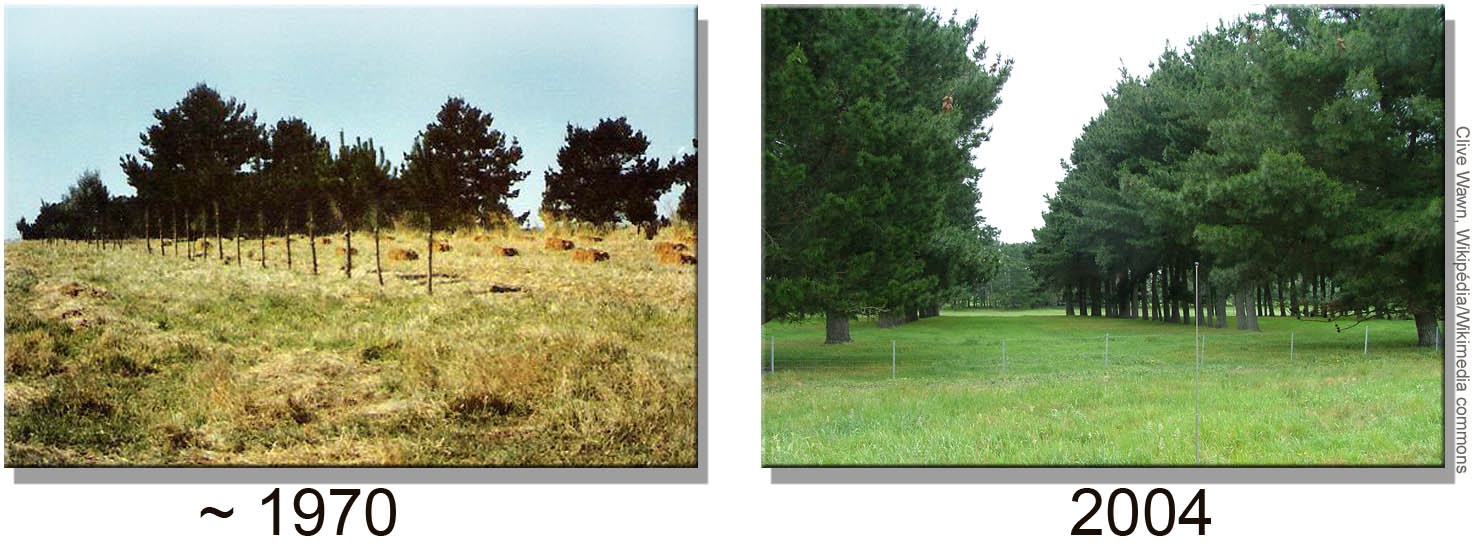
Silvopastorizia negli anni.

La silvopastorizia (dal latino silva, bosco/foresta) è la combinazione in maniera mutuamente benefica della selvicoltura e del pascolo degli animali addomesticati. I vantaggi di un'operazione di silvopastorizia comprendono la protezione del suolo e introiti accresciuti per un lungo periodo di tempo in quanto si ha una produzione simultanea di alberi e animali al pascolo. Gli alberi vengono utilizzati per produrre assi di legno di grande valore e, allo stesso tempo, per fornire ombra e un riparo al bestiame e foraggio, riducendo lo stress e talvolta accrescendo la produzione di foraggi.
Ritenuto forse il più antico sistema agroforestale usato nelle regioni temperate, il sistema silvopastorale è caratterizzato dall'integrazione degli alberi con la produzione di foraggio e bestiame. Tale sistema ha il potenziale di aumentare sensibilmente la produzione agricola sul lungo periodo.
Il sistema silvopastorale è definitivamente la pratica agroforestale più prominente negli Stati Uniti, particolarmente nel sudest.
Nel Regno Unito, è in atto un esperimento su scala nazionale studiato in varie zone, che prevede un sistema silvopastorale con diverse specie di alberi ed un'alta densità di semina. Viene chiamato Esperimento Silvopastorale su Rete Nazionale (The Silvopastoral National Network Experiment).
La loro esperienza indica che le pecore usano gli alberi come rifugio dal vento. Ciò potrebbe fornire molteplici benefici al benessere degli animali. Tuttavia, il fatto che la pecora spenda il suo tempo presso gli alberi causa un maggiore compattamento del suolo vicino agli alberi, con un maggiore compattamento nel caso in cui gli alberi siano piantati con densità molto basse. Si raccomanda di piantare gli alberi con una densità di non meno di 400 per ettaro, per assicurare un buon compromesso.

## Benefici

### Potenziale di adattamento ai cambiamenti climatici

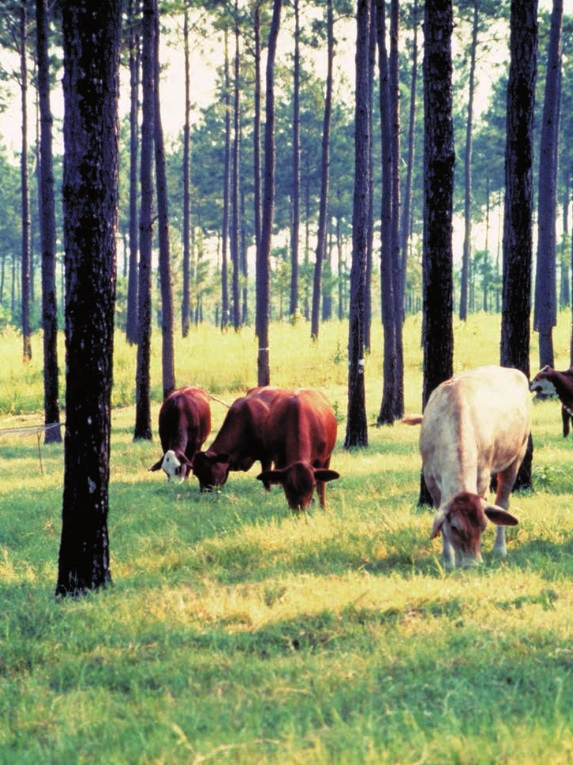
La silvopastorizia integra bestiame, foraggio e alberi. (foto: USDA NAC)

L'adattamento ai cambiamenti climatici ha acquisito maggiore importanza nei negoziati UNFCCC negli anni '20 del 2000 rispetto al passato, quando si dava maggiore importanza alla mitigazione. I sistemi silvopastorali che integrano alberi e altre piante legnose con colture, foraggio e bestiame rappresentano una strategia altamente sostenibile con un'enorme capacità di adattamento, oltre al potenziale di mitigazione. I sistemi di pascolo aperto, d'altro canto, che sono spesso conseguenza di una deforestazione diffusa, possono esacerbare problemi come la ridotta disponibilità di acqua e gli squilibri nutrizionali nei suoli, con conseguenti effetti negativi sugli ecosistemi, sui climi locali e sulle comunità, sfide ulteriormente intensificate dai cambiamenti climatici.  
I sistemi silvopastorali influenzano le condizioni microclimatiche, offrendo vantaggi rispetto ai pascoli aperti e una soluzione intermedia adatta rispetto alle foreste nel contesto dell'adattamento ai cambiamenti climatici. Mantenendo una copertura arborea parziale, la silvopastorizia crea un ambiente più temperato che aiuta a mitigare le temperature estreme e a ottimizzare le condizioni del suolo. Ciò offre condizioni meno stressanti per gli animali che pascolano rispetto ai pascoli aperti, migliorandone l'assunzione di cibo e acqua, la salute riproduttiva, la produzione di latte, la forma fisica e la longevità. 
L'integrazione degli alberi nella silvopastorizia fornisce ombra, che riduce l'intensità della radiazione fotosinteticamente attiva (PAR) rispetto ai pascoli aperti, pur consentendo più luce rispetto alle foreste dense. Questo equilibrio favorisce una crescita diversificata delle piante e una migliore qualità del foraggio. Uno studio ha misurato che le temperature dell'aria vicino alla superficie del suolo (0,25 m) sono costantemente più fresche nella silvopastorizia rispetto ai pascoli aperti, con riduzioni fino al 7%, mentre le temperature del suolo a profondità di 5-10 cm sono anche significativamente inferiori nei sistemi silvopastorali rispetto ai pascoli aperti. 
La silvopastorizia modera i livelli di umidità del suolo, con gli alberi che contribuiscono a una migliore ritenzione idrica in alcune stagioni attraverso l'ombreggiatura e la riduzione del vento e dell'evaporazione. Gli studi hanno rilevato che durante l'inverno e la primavera, i livelli di umidità del suolo nella silvopastorizia sono leggermente inferiori a quelli delle foreste ma superiori a quelli dei pascoli aperti, mentre in estate forniscono un equilibrio, prevenendo l'eccessiva secchezza che si osserva nei pascoli aperti. 
Questi adattamenti microclimatici – temperature più fresche, livelli di luce moderati e migliore umidità del suolo – migliorano la resilienza della silvopastorizia agli stress climatici come ondate di calore e siccità, che a loro volta portano a un sistema agricolo più robusto. 
Il pascolo controlla la vegetazione del sottobosco e riduce l'accumulo di biomassa combustibile, riducendo il rischio di incendi boschivi. Ciò porta al mantenimento della redditività e della biodiversità e alla riduzione/eliminazione del rilascio di carbonio dovuto agli incendi rispetto a un pascolo e a una foresta aperti. Questo problema è di particolare importanza nelle regioni soggette a incendi come l'Europa meridionale. 
Uno studio focalizzato sugli Stati Uniti suggerisce che il benessere delle mucche trae beneficio da un ecosistema silvopastorale, in quanto è stato dimostrato che hanno un miglioramento nella risposta fisiologica allo stress da calore, un aumento del tempo di pascolo e una riduzione del tempo di permanenza in piedi degli animali rispetto alle mucche nel sistema di pascolo convenzionale. Ciò significa che un sistema silvopastorale consente al bestiame di adattarsi meglio ai cambiamenti climatici.
Oltre a fornire migliori servizi ecosistemici come la qualità dell'acqua e l'habitat della fauna selvatica, i sistemi silvopastorali forniscono ad agricoltori e produttori flussi di reddito diversificati derivanti da legname, foraggio e prodotti zootecnici. Ciò aumenta la resilienza alle fluttuazioni del mercato e alla variabilità climatica, ulteriormente accentuata dai cambiamenti climatici, rendendo il sistema altamente attraente per i produttori più piccoli o con risorse limitate.

### Mitigazione dei cambiamenti climatici
I sistemi silvopastorali agiscono come serbatoio di carbonio che sequestrano più carbonio rispetto alle foreste monocolturali o ai pascoli con densità simile. La loro ridotta dipendenza dai macchinari riduce anche le emissioni di gas serra, rendendoli più sostenibili rispetto ai tradizionali sistemi di uso del suolo. Al contrario, i pascoli aperti senza copertura arborea tendono a emettere più gas serra a causa della maggiore esposizione del suolo. 
Gli studi dimostrano che l'assorbimento di carbonio (emissioni negative) è più basso nei pascoli aperti, intermedio nella silvopastorizia e più alto nelle foreste di riferimento. Questo modello è coerente in sistemi come la coltivazione alley cropping (che prevede file di alberi o arbusti, creando "corridoi" in cui vengono coltivate varie colture). I pascoli aperti presentano flussi di CO2 più elevati a causa di fattori come la respirazione del suolo e le temperature più calde. La rimozione degli alberi a copertura della volta nei pascoli aperti aumenta ulteriormente questi flussi riducendo l'evapotraspirazione e aumentando l'umidità del suolo. 
La silvopastorizia contribuisce inoltre a trattenere più carbonio nel suolo rispetto ai pascoli aperti. Sebbene la conversione delle foreste in pascoli aumenti inizialmente il carbonio nel suolo, questo guadagno è di breve durata a causa delle temperature più elevate e della decomposizione più rapida. Dopo alcuni anni, il carbonio nel suolo dei pascoli aperti corrisponde a quello delle foreste. La silvopastorizia, con la sua combinazione di alberi e pascoli, può contribuire a mantenere il carbonio nel suolo nel tempo, sebbene cambiamenti significativi spesso richiedano decenni. 
Inoltre, la conversione delle foreste in pascoli aperti aumenta i livelli di azoto nel suolo e riduce il rapporto carbonio/azoto. Mentre la silvopastorizia mostra livelli di azoto più equilibrati, i pascoli aperti possono aumentare le emissioni di ossido di azoto, un potente gas serra. Nel complesso, la silvopastorizia offre un duplice vantaggio climatico: sequestra più carbonio e riduce le emissioni nocive di azoto, rendendola una strategia efficace per la resilienza climatica. 

### Altri vantaggi
I sistemi silvopastorali creano habitat diversificati, sostenendo la biodiversità e la resilienza degli ecosistemi. Preservando le piante autoctone, aiutano la fauna selvatica locale e mantengono le conoscenze agroforestali tradizionali. Questi sistemi attraggono impollinatori e insetti utili, migliorando la produttività delle colture e la salute degli ecosistemi. Un'adeguata selezione di specie arboree e foraggere diverse è fondamentale per migliorare la biodiversità sia sopra che sottoterra. 
L'integrazione di un mix di specie arboree autoctone nella silvopastorizia non solo aumenta la redditività economica, ma aumenta anche la biodiversità, garantendo il successo e la produttività del sistema. Gli alberi offrono diversi benefici, come la fornitura di foraggio, il miglioramento della salute del suolo, la produzione di legname, il supporto al controllo dell'erosione e alla salute del bestiame. Nella selezione degli alberi, è essenziale scegliere specie che integrino le attività di pascolo. Specie a crescita rapida come la robinia, il salice e il gelso sono ideali in quanto si integrano bene con il pascolo. Inoltre, le specie arboree autoctone possono attrarre numerose specie di insetti, che a loro volta porteranno a un maggior numero di specie di uccelli, migliorando così la biodiversità e rendendo l'ecosistema naturale più resiliente. Il bestiame può anche consumare frutti non raccolti, contribuendo a controllare parassiti e malattie. 
I sistemi silvopastorali possono produrre foraggio migliore durante i periodi di siccità grazie al microclima adattato. Le specie foraggere vengono accuratamente scelte in base al tipo di terreno, al clima, alla tolleranza al pascolo, alla tolleranza all'ombra e all'attrazione per determinate specie. Erbe tolleranti all'ombra come il Paspalum notatum, la gramigna rossa, la festuca falascona, la dattile e il Lolium, insieme a leguminose come il trifoglio sotterraneo e la Lespedeza cuneata, sono comunemente utilizzate nella silvopastorizia. Queste specie garantiscono produttività ottimizzata, nutrizione del bestiame e resilienza dell'ecosistema. 

## Sfide di implementazione
Sebbene la silvopastorizia abbia un grande potenziale per la mitigazione dei cambiamenti climatici, l'adattamento e l'agricoltura sostenibile, richiede un'adeguata pianificazione, supporto finanziario e conoscenze tecniche. Nell'articolo "Thinning forests or planting fields? Producer preferences for creating silvopasture", pubblicato nel 2021, gli autori hanno condotto uno studio sulle preferenze di insediamento della silvopastorizia tra gli allevatori intervistati in Virginia. L'indagine ha indicato che solo l'8% era interessato a piantare alberi (il 48% era molto disinteressato), mentre circa il 25% era molto interessato a diradare i boschi per la silvopastorizia. La perdita del pascolo ha rappresentato un vincolo alla piantagione per circa la metà (48%) degli intervistati, mentre il 27% ha considerato il diradamento un mezzo per espandere la superficie destinata al pascolo. Alcune delle sfide e degli ostacoli più comuni all'adozione della silvopastorizia includono ostacoli politici e normativi, possesso fondiario, mancanza di conoscenza e consapevolezza, vincoli economici e cambiamenti culturali.

### Conoscenza
Un ostacolo principale all'adozione più ampia dei sistemi silvopastorali è la conoscenza e la consapevolezza limitate tra agricoltori e proprietari terrieri di pratiche agroforestali alternative. Gli agricoltori devono essere dotati di conoscenze sulle interazioni albero-bestiame, sulla rotazione dei pascoli e sulla gestione della salute del suolo per un'implementazione di successo di un sistema silvopastorale. Il bestiame può calpestare o sovrapascolare i giovani alberi (ossia sottoporli a un eccesso di pascolo) e richiede misure protettive come recinzioni o pascolo controllato. Gli alberi possono anche competere con le erbe per luce, acqua e nutrienti, riducendo potenzialmente la produttività del pascolo se non gestiti correttamente. La scelta della specie arborea sbagliata potrebbe comportare una crescita più lenta, fornire una scarsa distribuzione dell'ombra e lasciare effetti tossici sul bestiame. Inoltre, i rischi di incendio possono essere una preoccupazione nei sistemi silvopastorali, in particolare nei climi secchi dove gli alberi e la biomassa accumulata possono aumentare l'infiammabilità. Senza adeguati viali tagliafuoco, selezione delle specie e strategie di gestione, il sistema silvopastorale potrebbe inavvertitamente contribuire ai rischi di incendi boschivi invece di mitigarli.
Per superare queste sfide, programmi di formazione e divulgazione ben strutturati sono essenziali per fornire agli agricoltori le conoscenze e il supporto tecnico necessari. Iniziative di formazione, aziende agricole dimostrative e reti di condivisione delle conoscenze potrebbero contribuire a colmare il divario, garantendo che gli agricoltori possano implementare con sicurezza sistemi di silvopastorizia in modo da massimizzare la produttività e mitigare i rischi.

### Economia
L'istituzione di sistemi di silvopastorizia richiede un notevole investimento iniziale nella piantumazione di alberi, recinzioni e sistemi di pascolo a rotazione. In generale, la silvopastorizia può essere implementata in due modi principali: introducendo alberi nei pascoli esistenti o integrando i pascoli nei boschi. Piantare alberi nei pascoli richiede la protezione degli alberi giovani dal bestiame, anni di attesa per la produttività e potenzialmente la limitazione dell'uso futuro del suolo. Al contrario, la conversione dei boschi in sistemi di silvopastorizia comporta il diradamento degli alberi per aumentare l'infiltrazione luminosa, che può essere ad alta intensità di manodopera, richiedere macchinari pesanti e necessitare di una strategia per la gestione degli alberi abbattuti. I boschi diradati possono anche subire un'ondata di erbacce che devono essere controllate per stabilire il foraggio del pascolo, ponendo ulteriori sfide. A differenza delle aziende agricole convenzionali che generano profitti annuali, entrambe le strategie sopra menzionate richiedono tempo per diventare finanziariamente sostenibili. Gli studi indicano che i sistemi agroforestali, compresi quelli silvopastorali, impiegano in genere dai 3 ai 6 anni per generare profitti, con conseguente ritardo nel ritorno sull’investimento (ROI). Inoltre, i sistemi silvopastorali spesso richiedono più manodopera e conoscenze specialistiche rispetto all’agricoltura convenzionale, aumentando i costi di formazione e implementazione.
Sebbene le fluttuazioni dei prezzi influenzino tutti i sistemi agricoli, la diversificazione dei flussi di reddito nei sistemi silvopastorali – come legname, bestiame e foraggio – può garantire una maggiore resilienza alla volatilità del mercato. Tuttavia, non è ancora chiaro se la silvopastorizia superi costantemente le aziende agricole monocolturali convenzionali in termini di redditività.

### Politica
Nonostante i riconosciuti benefici dei sistemi silvopastorali, diverse limitazioni politiche creano barriere per una loro efficace attuazione. Una delle principali sfide è la mancanza di accordi internazionali vincolanti. Accordi internazionali come l'Agenda 21, un piano d'azione volontario delle Nazioni Unite per lo sviluppo sostenibile adottato alla Conferenza di Rio nel 1992, riconoscono il potenziale ruolo della silvopastorizia nella gestione sostenibile del territorio. Tuttavia, rimangono in gran parte non vincolanti. Di conseguenza, a livello nazionale, gli incentivi politici e il supporto istituzionale per i sistemi silvopastorali sono spesso carenti, poiché molti governi danno priorità ai sistemi agricoli convenzionali. Ad esempio, uno studio del 2024 ha rilevato che i produttori silvopastorali in California autofinanziavano principalmente i loro sistemi, integrandoli con diverse fonti limitate. Tuttavia, la mancanza di un chiaro meccanismo di finanziamento ha limitato la portata della loro attuazione. 
Inoltre, alcune politiche scoraggiano attivamente l’integrazione degli alberi nei terreni agricoli e le normative di zonizzazione possono classificare i terreni silvopastorali come agricoli o forestali, il che può in ultima analisi limitare l’idoneità ai sussidi o agli incentivi all’uso del suolo. 
In alcune regioni, le leggi sulla proprietà terriera sono poco chiare o restrittive. Questa incertezza scoraggia gli agricoltori dall'impegnarsi nella silvopastorizia poiché richiede una gestione a lungo termine. 

## Storia
I sistemi di frutteti, noci e silvopastorizia coprivano vaste porzioni dell'Europa centrale fino al XX secolo e sono ancora diffusi in alcune aree. Il pascolo boschivo, una delle più antiche pratiche di uso del suolo nella storia umana, è un sistema storico di gestione del territorio europeo in cui i boschi aperti fornivano riparo e foraggio per gli animali al pascolo, in particolare pecore e bovini, nonché prodotti del bosco come legname da costruzione e combustibile, tronchi cedui per la produzione di torchis e carbone e capitozzatura. Fin dall'epoca romana, i maiali venivano liberati nei boschi di faggi e querce per nutrirsi di ghiande e faggiole, e nei frutteti per mangiare la frutta caduta. 

## Regno Unito

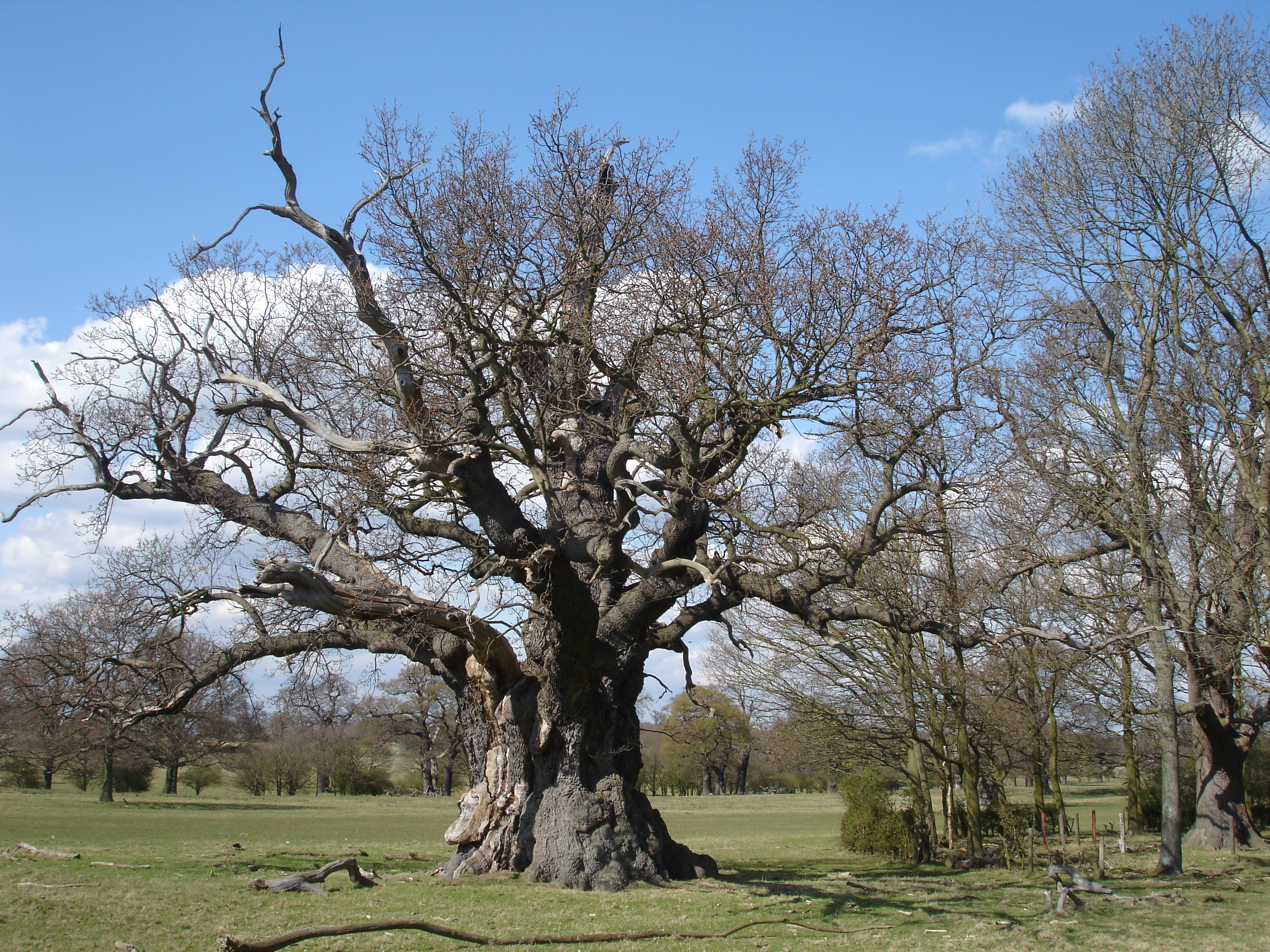
Quercia capitozzata veterana, segno di un antico pascolo boschivo a Windsor.

Le specie arboree e le densità di piantagione vengono studiate in una serie di siti presso il Silvopastoral National Network Experiment. Il programma di tutela ambientale di Natural England definisce il pascolo boschivo, nell'opuscolo del Farm Environmental Plan, come una struttura di foresta aperta o alta in una matrice di praterie al pascolo, brughiere e/o flore boschive.
La loro esperienza dimostra che le pecore usano gli alberi come riparo dal vento. Questo potrebbe apportare significativi benefici al benessere degli animali. Tuttavia, il "tempo trascorso dalle pecore" vicino agli alberi provoca la compattazione del terreno, con la massima compattazione dopo che gli alberi sono stati piantati a densità molto basse. Alcuni botanici raccomandano di piantare almeno 400 alberi per ettaro per garantire un buon insediamento.
La prova di un'antica gestione del bosco-pascolo è rilevabile in molti degli antichi boschi della Scozia, come il frassino di Rassal nel Ross-shire, e a Glen Finglas nei Trossachs. Il Dalkeith Old Wood, appartenente al Duca di Buccleuch, con il bestiame al pascolo sotto un'antica quercia, è designato come Sito di Speciale Interesse Scientifico (SSSI) (ASSI).
La foresta di Epping è uno dei principali resti di pascolo boschivo in Inghilterra. Qui, il pascolo del bestiame era combinato con la capitozzatura degli alberi per ottenere combustibile, sia per il consumo domestico che per la vendita. Questo sistema continuò nella parrocchia di Loughton fino al suo divieto nel 1879. La sala pubblica della città, costruita con i soldi dei risarcimenti per la fine di questa usanza, è chiamata Lopping Hall in memoria di quella pratica. Il pascolo controllato del bestiame e la capitozzatura limitata vengono ancora praticati dai conservatori.

## Stati Uniti
La silvopastorizia è la pratica agroforestale più praticabile e importante negli Stati Uniti. Nel sud-est degli Stati Uniti, i progetti di ripristino del pino palustre e della Aristida stricta hanno sperimentato gli effetti sia sull'economia che sull'ecologia del pascolo del bestiame tra gli alberi. Questa specie arborea resistente al fuoco originariamente cresceva a bassa densità in modo che le piante del sottobosco fossero disponibili per gli animali brucatori. La regione fu utilizzata come luogo di silvopastorizia dai coloni spagnoli a partire dal XVI secolo e questo uso continuò fino all'inizio del XX secolo, insieme all'abbattimento di alberi per il legname. Negli anni '20, la maggior parte del pino palustre che un tempo dominava circa 92 milioni di acri (circa 37 milioni di ettari) di terreno tra gli stati del Texas e della Virginia era stata abbattuta dai coloni europei. La rimozione degli alberi e la perdita del loro ecosistema associato portarono a una significativa erosione del suolo e alla loro sostituzione con dense piantagioni di alberi commerciali e campi agricoli aperti. C'è stato un continuo interesse per la silvopastorizia nelle foreste residue di pino palustre e per i progetti di ripristino del territorio, con prove che i molteplici flussi di reddito derivanti dal legname e dal bestiame sono economicamente vantaggiosi, insieme ai benefici per il ripristino della fauna selvatica. La protezione legale di alcune specie (ad esempio il picchio dalla coccarda) che si possono trovare in questo habitat significa che i proprietari terrieri potrebbero essere in grado di aggiungere un risarcimento finanziario come ulteriore fonte di reddito.